# Рафаельсон
Рафаельсон Безерра Фернандес (порт. Rafaelson Bezerra Fernandes), після прийняття в'єтнамського громадянства Нгуєн Суан Шон (в'єт. Nguyễn Xuân Son, нар. 30 березня 1997, Пірапемас) — бразильський і в'єтнамський футболіст, нападник в'єтнамського клубу «Намдінь» та національної збірної В'єтнаму. Виступав також за низку бразильських і в'єтнамських клубів. Дворазовий переможець Ліги Баїяно, чемпіон В'єтнаму, володар Суперкубка В'єтнаму. У складі збірної — переможець Чемпіонату АСЕАН.

## Клубна кар'єра
Рафаельсон народився 1997 року в бразильському місті Пірапемас. Грав за юнацькі команди футбольних клубів «Баїя» та «Віторія» (Салвадор). У професійному футболі дебютував 2015 року виступами за команду «Віторія», в якій грав до 2017 року, та двічі ставав переможцем Ліги Баїяно.
У 2018 році Рафаельсон грав у складі японського клубу «Вегалта Сендай». У 2019 році бразильський футболіст перейшов до данського клубу «Нествед», у якому грав до 2020 року. У 2020 році футболіст перейшов до складу в'єтнамського клубу «Намдінь», а з початку 2021 року грав у складі іншого в'єтнамського клубу «Дананг». З початку 2022 року Рафаельсон грав у складі в'єтнамського клубу «Біньдінь».
У 2023 році Рафаельсон знову став гравцем клубу «Намдінь». У складі команди бразилець став чемпіоном В'єтнаму володар Суперкубка В'єтнаму, а також кращим бомбардиром чемпіонату В'єтнаму з 31 забитим м'ячем, та прийняв в'єтнамське громадянство з новим ім'ям «Нгуєн Суан Шон».

## Виступи за збірну
У 2024 році Рафаельсон отримав в'єтнамське громадянство, та в цьому ж році дебютував у складі національної збірної В'єтнаму. У складі збірної в січні 2025 року натуралізований бразилець став переможцем Чемпіонату АСЕАН, та кращим бомбардиром турніру з 7 забитими голами.

## Титули і досягнення

### Командні
- Переможець Ліги Баїяно (2):

«Віторія» (Салвадор): 2016, 2017
- Чемпіон В'єтнаму (1):

«Намдінь»: 2023—2024
- Володар Суперкубка В'єтнаму (1):

«Намдінь»: 2024
- Переможець Чемпіонату АСЕАН (1):

В'єтнам: 2024

### Особисті
- Кращий бомбардир чемпіонату В'єтнаму: 2023 (16 голів), 2023—2024 (31 гол)
- Кращий бомбардир Чемпіонату АСЕАН: 2024 (7 голів)